# David Moyes
Pour les articles homonymes, voir Moyes.
David William Moyes est un footballeur écossais né le 25 avril 1963 à Bearsden, dans la banlieue de Glasgow, qui évoluait au poste de défenseur central. Il devient par la suite entraîneur. 
Entraîneur d'Everton FC, il succède à Sir Alex Ferguson lors de la saison 2013-2014 comme entraîneur de Manchester United. Licencié le 22 avril 2014, il rebondit à la Real Sociedad en novembre 2014.

## Carrière de joueur
David Moyes commence sa carrière professionnelle au Celtic Glasgow. Avec le Celtic Glasgow il joue trois matchs en Coupe d'Europe des clubs champions et remporte le titre de Champion d'Écosse en 1982.
Il joue ensuite principalement à Shrewsbury Town, Dunfermline ainsi qu'à Preston North End.

## Carrière d'entraîneur

### Preston North End
Joueur de Preston depuis 1993, il est nommé entraîneur en janvier 1998 alors que le club qui évolue en 3e division du football anglais est menacé de relégation. Le club se maintient finalement en cette saison 1997-1998 en finissant 15e.
La saison suivante, il finit 5e, ce qui permet au club d'accéder aux playoffs où ils sont battus par Gillingham en demi-finale.
Lors de la saison 1999-2000, il mène son club au titre de champion de 3e division et accède donc à la 2e division.
Pour cette saison 2000-2001, Preston crée l'exploit en tant que promu de se qualifier pour les playoffs en terminant à la 4e place. Le club dispute même la finale des playoffs au Millennium Stadium de Cardiff contre les Bolton Wanderers. Les joueurs s'y inclinent trois buts à zéro et ratent donc une montée surprise en Premier League.
Il commence la saison 2001-2002 avec Preston North End, mais quitte son poste au mois de mars pour rejoindre Everton. Sans lui, le club terminera finalement 8e du championnat.

### Everton

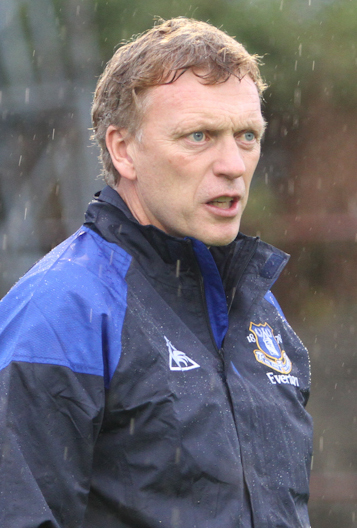
David Moyes, entraîneur d'Everton en 2011.

Quand il arrive à Everton pour succéder à Walter Smith, le club est en grosse difficulté puisqu'il n'a qu'un point d'avance sur le premier relégable. Le club termine finalement à la quinzième place du championnat avec sept points d'avance sur le premier relégable.
Lors de la saison 2002-2003, il conduit Everton à la septième place de la Premier League ce qui lui vaut de remporter le LMA Manager of the year, c'est-à-dire d'être désigné par ses pairs comme le manager de l'année en Angleterre.
La saison 2003-2004 est la plus dure depuis le début de sa carrière, Everton ne finissant qu'à la 17e place.
La saison suivante est en revanche une réussite totale puisque son club finit à la quatrième place, son meilleur classement depuis 1988, gagnant ainsi son billet pour le tour préliminaire de la Ligue des champions. Il est une deuxième fois manager de l'année.
En 2005-2006, le club ne passe pas ce tour préliminaire, éliminé par un futur demi-finaliste, le club espagnol de Villarreal CF. En championnat, le club vit une saison anodine, terminé à la 11e place.
Les saisons 2006-2007 et 2007-2008 voient le club se stabiliser en haut de tableau de la Premier League avec respectivement une 6e et une 5e place au classement.
Lors de la saison 2008-2009, son club joue à nouveau les places d'honneur derrière le Big Four Anglais. Il se qualifie aussi pour la finale de la FA Cup contre Chelsea après avoir éliminé entre autres Manchester United, Aston Villa et les rivaux de Liverpool. Il remporte par la même occasion le troisième titre de manager de l'année.

### Manchester United
Le 9 mai 2013, le site officiel d'Everton annonce que la collaboration entre David Moyes et le club s’arrêtera à la fin de la saison 2012-2013. Après plus de 11 ans passé chez les Toffees, David Moyes est annoncé à Manchester United et succède à l’entraîneur de légende des Red Devils, Alex Ferguson.
Il remporte le Community Shield 2013 en battant Wigan 2-0 à Wembley. Il remporte ainsi le premier trophée majeur de sa carrière.
Mais la saison de David Moyes à Manchester United s'annonce ensuite désastreuse, le club ne terminant que 7e en Premier League, et étant éliminé en quarts de finale de la Ligue des champions par le Bayern Munich (1-1, 3-1). Plus que les résultats du club, la manière est extrêmement critiquée, le jeu de Manchester United étant jugé non seulement ennuyeux mais également incohérent. La gestion, la communication et la tactique de Moyes est rapidement décriée en Angleterre, à tel point que lors d'une rencontre opposant Manchester United à Aston Villa, un avion survole Old Trafford en indiquant : "Wrong One, Moyes Out".
Le 22 avril 2014, Manchester United annonce que David Moyes quitte le club à cause de ses mauvais résultats.

### Real Sociedad
Le 10 novembre 2014, David Moyes est recruté par la Real Sociedad pour remplacer Jagoba Arrasate limogé pour mauvais résultat. Moyes réussit à maintenir le club basque en Liga avec une 12e place.
Le 9 novembre 2015, David Moyes est démis de ses fonctions d’entraîneur de la Real Sociedad qui pointe à la 16e place après 11 journées de Liga. Il est remplacé par Eusebio Sacristán.

### Sunderland
Le 23 juillet 2016, il est nommé entraîneur de Sunderland AFC pour pallier le départ de Sam Allardyce parti entraîner la sélection anglaise. Les Black Cats terminent derniers de Premier League et sont relégués en D2 et Moyes démissionne le 22 mai 2017.

### Rebond à West Ham
Le 7 novembre 2017, David Moyes est nommé à la tête de West Ham, à la suite du limogeage de Slaven Bilić. West Ham est en position de premier relégable avec deux victoires en onze matches. Après avoir maintenu le club en première division, il s'en va à la fin de son contrat.

### Second passage à West Ham
Le 29 décembre 2019, il est de nouveau nommé entraîneur principal de West Ham, en remplacement de Manuel Pellegrini. Les Hammers sont alors 17e de Premier League. West Ham finira la saison à la 16e place, avec 39 points. Durant la saison 2020-21, il guide West Ham vers leur record total de points en Premier League, 65 points, terminant à la 6e place, synonyme de qualification en Ligue Europa.  En juin 2021, Moyes prolonge son contrat jusqu'en 2024.
Il remporte la Ligue Europa Conférence 2023 avec West Ham, premier sacre européen du club londonien depuis 1965. Grâce à cette victoire, les Hammers disputeront une compétition européenne pour la troisième saison d'affilée, une première dans l'histoire du club.

## Statistiques

### En tant qu'entraîneur
| Preston North End | 12 janvier 1998  | 14 mars 2002    | 234  | 113 | 58  | 63  | 48,29 |
| Everton FC        | 14 mars 2002     | 30 juin 2013    | 518  | 218 | 139 | 161 | 42,08 |
| Manchester United | 1er juillet 2013 | 22 avril 2014   | 52   | 27  | 10  | 15  | 52,94 |
| Real Sociedad     | 10 novembre 2014 | 9 novembre 2015 | 42   | 12  | 15  | 15  | 28,57 |
| Sunderland AFC    | 23 juillet 2016  | 22 mai 2017     | 43   | 8   | 7   | 28  | 18,60 |
| West Ham United   | 7 novembre 2017  |                 | 212  | 98  | 39  | 87  | 29,03 |
| Total             | Total            | Total           | 1100 | 476 | 267 | 369 | 42,11 |

## Palmarès

### Joueur
- Champion d'Écosse en 1982 avec le Celtic Glasgow
- Vainqueur de l'Associate Members' Cup en 1986 avec Bristol City
- Champion d'Angleterre de D4 en 1996 avec Preston North End

### Entraîneur
- Champion d'Angleterre de D3 en 2000 avec Preston North End
- Finaliste de la Coupe d'Angleterre (FA Cup) en 2009 avec Everton
- Vainqueur du Community Shield en 2013 avec Manchester United
- Vainqueur de la Ligue Europa Conférence en 2023 avec West Ham

### Distinctions personnelles
- Élu manager de l'année du championnat d'Angleterre lors des saisons 2002-2003, 2004-2005 et 2008-2009
- Élu manager du mois du championnat d'Angleterre en novembre 2002, septembre 2004, janvier 2006, février 2008, février 2009, janvier 2010, mars 2010, octobre 2010, septembre 2012, mars 2013